# موريس سلافين
موريس سلافين (بالإنجليزية: Morris Slavin)‏ هو مؤرخ أمريكي، ولد في 1913 في كييف في أوكرانيا، وتوفي في 6 فبراير 2006 في دنفر في الولايات المتحدة.